# Masaka, Uganda
Masaka  este un oraș  în  Uganda. Este reședinta  districtului Masaka.